# Großer Preis von Frankreich 1929

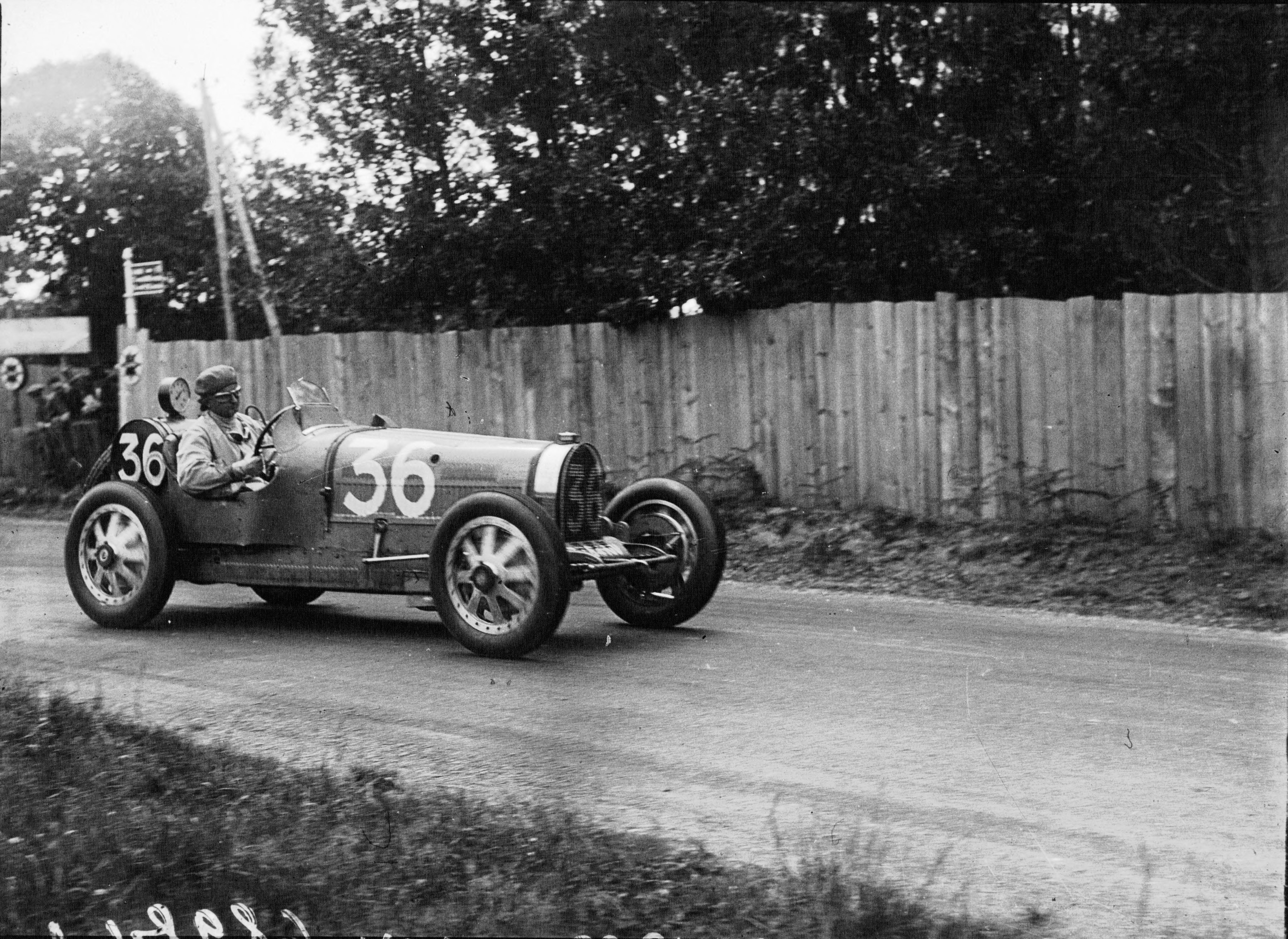
Rennsieger William Grover-Williams

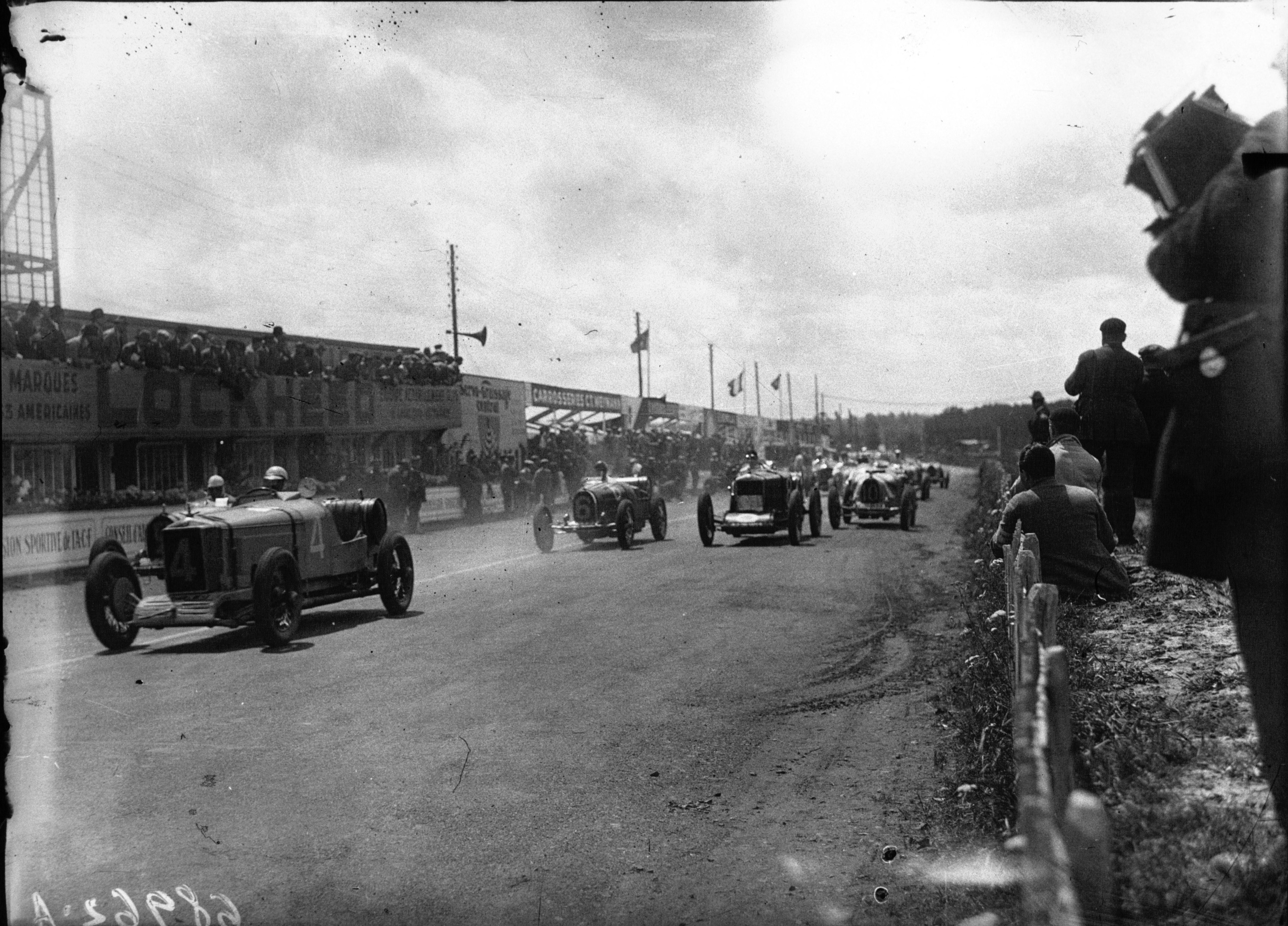
Rennstart

Der XXIII. Große Preis von Frankreich (XXIII Grand Prix de l’Automobile Club de France) fand am 30. Juni 1929 auf dem langen Circuit de la Sarthe bei Le Mans in Frankreich statt. Es war in diesem Jahr das einzige Grande Épreuve, das nach der geltenden Internationalen Grand-Prix-Rennformel (Maximaler Verbrauch 14 kg Kraftstoff und Öl pro 100 km, Motorengröße mindestens 1100 cm³ Hubraum, Minimalgewicht der zweisitzigen Wagen 900 kg, Mindestbreite 100 cm, Renndistanz mindestens 600 km) durchgeführt wurde und war ursprünglich als Wertungslauf zur damaligen Automobilweltmeisterschaft vorgesehen. Das Rennen wurde über 37 Runden à 16,340 km ausgetragen, was einer Gesamtdistanz von 604,580 km entsprach.
Sieger wurde William Grover-Williams auf einem Bugatti Type 35B.

## Rennen
Der Grand Prix de l’ACF von 1929 blieb trotz seines traditionsreichen Titels ein weitgehend unbedeutendes Rennen. Daran änderte auch die Tatsache nichts, dass der ACF jüngst die Nummerierung geändert hatte und das Rennen nun statt als 15. nun zu seinen insgesamt 23. Grand Prix ernannt. Man hatte kurzerhand die alljährlichen klassischen Stadt-zu-Stadt-Rennen der Pionierjahre zwischen 1895 und 1903 rückwirkend in diese Reihe aufgenommen, obwohl die Veranstaltungen noch eher nationalen Charakter besessen hatten und der ACF zum Zeitpunkt seines angeblich „ersten Grand Prix“ 1895 noch gar nicht gegründet worden war.
Allerdings hätte das Rennen von 1929 eine gewisse Aufwertung durchaus nötig gehabt, denn das Teilnehmerfeld war eigentlich eines Grand-Prix-Rennens unwürdig und setzte sich auch nur aus französischen Teams und fast ausschließlich aus in Frankreich beheimateten Fahrern zusammen. Die Ursachen lagen einerseits darin, dass nach dem Ausstieg zahlreicher Automobilfirmen zum Ende der Grand-Prix-Saison 1927 im Prinzip mit Bugatti und Maserati nur zwei Hersteller im Grand-Prix-Sport verblieben waren und der junge italienische Rennstall sich noch dazu vorwiegend auf die Rennen auf heimischen Boden beschränkte. Andererseits trug sicherlich auch die ungeschickte Entscheidung für eine Verbrauchsformel erheblich dazu bei, mögliche Interessenten zu verschrecken.
Weil unter diesem speziellen Reglement nicht allein bloße Motorenstärke und Geschwindigkeit ausschlaggebend erschienen, waren obendrein zum Teil ganz andere Fahrzeugtypen zu sehen, als man es ansonsten bei Grand-Prix-Rennen gewohnt war. So traten neben den drei favorisierten Type-35B-Werkswagen des Bugatti-Teams mit dem Fahrer-Trio Albert Divo, „W. Williams“ (unter diesem Pseudonym startete der in Frankreich lebende Engländer William Grover-Williams) und Caberto Conelli – gleichzeitig die einzigen beiden Ausländer im Feld – erstmals seit 1914 auch wieder die Peugeot-Werke mit zwei schon 1925 für solche Art Rennen konzipierten Modellen des Typs Peugeot 174 S mit André Boillot (Bruder des legendären Vorkriegshelden Georges Boillot) und Guy Bouriat am Steuer, die mehr einem Sport- als einem Rennwagen glichen. Eine sehr ungewöhnliche Kreation brachte auch der Fahrer „Georges Philippe“ – hinter diesem Pseudonym verbarg sich der französische Baron Philippe de Rothschild – in Form eines zahmen, aber mächtigen Bugatti Type 44 Tourenwagens an den Start, von dem diverse Karosserieteile zur Gewichtserleichterung entfernt worden waren. Komplettiert wurde das Feld schließlich durch weitere Bugatti-35-Varianten in den Händen privater Fahrer sowie zwei alten, aber stark modifizierten Ballot-Rennwagen aus den Jahren 1920 und 1921. Um den Anblick der Wagen noch befremdlicher wirken zu lassen, war dem Reglement entsprechend bei allen das gewohnte, normalerweise bootsförmig gestaltete Heck entfernt und durch einen tonnenförmigen Einheitstank mit riesiger Füllstandsanzeige darauf und mit einem Ersatzrad dahinter ersetzt worden. Der Preis des Tanks samt seiner 85 Liter flüssigen Inhalts, der vor dem Rennen eingefüllt und anschließend versiegelt wurde, war immerhin mit der Teilnahmegebühr von 5.000 Francs schon abgedeckt, die selbst jedoch sicher auch nicht gerade hilfreich dafür war, Teilnehmer anzulocken.
Obwohl schließlich von den 18 gemeldeten Wagen noch ganze 11 zum Start erschienen, wurde das Rennen überraschenderweise doch noch zu einer einigermaßen unterhaltsamen Angelegenheit. Schuld daran war Boillot, der mit seinem Peugeot mit den Bugatti nicht nur überraschend gut mithalten, sondern sogar die ersten fünf Runden hindurch die Spitze behaupten konnte, bevor er schließlich von „Williams“ überholt wurde. Aber auch danach war er noch nicht geschlagen und so wechselte die Führung noch zweimal hin und her, bis der Peugeot-Fahrer in der zwölften Runde einen kurzen Boxenstopp einlegen musste, weil sich ein Kabel gelöst hatte. Obwohl danach auch Conelli für kurze Zeit an ihm vorbeigegangen war, kämpfte sich Boillot wieder auf den zweiten Rang zurück, bevor dann die Positionen für eine Weile bezogen waren, weil die Fahrer nun aufs Sprit sparen achteten. Erst gegen Rennende kam noch einmal etwas Spannung auf, weil Boillot während eines kurzen Regenschauers Boden auf „Williams“ gut machte. Der Brite war jedoch über den Stand des Rennens gut informiert und konnte so den Abstand zu seinem Konkurrenten sicher kontrollieren, während dieser noch einmal von Conelli stark unter Druck geriet, der am Ende nur acht Sekunden hinter Boillot als Dritter über die Linie ging.
Eine Untersuchung der Wagen nach dem Rennen ergab, dass jeder der Klassierten noch mindestens acht Liter Treibstoff im Tank hatte.

## Ergebnisse

### Meldeliste
| Team                       | Nr. | Fahrer                     | Info  | Chassis      | Motor                      | Reifen |
| -------------------------- | --- | -------------------------- | ----- | ------------ | -------------------------- | ------ |
| Raoul de Rovin             | 02  | Raoul de Rovin             |       | Bugatti T35C | Bugatti 2.0L I8 Kompressor |        |
| Raoul de Rovin             |     | Emilio Eminente            | RES   |              |                            |        |
| Philippe Aubert            | 04  | Jean Chassagne             |       | Ballot 3/8LC | Ballot 3.0L I8             | M      |
| Philippe Aubert            | 08  | Ferdinand de Besaucèle     |       | Ballot 2LS   | Ballot 2.0L I4             | M      |
| Robert Gauthier            | 06  | Robert Gauthier            |       | Bugatti T35C | Bugatti 2.0L I8 Kompressor |        |
| Count Veličkovič           | 10  | Robert Sénéchal            |       | Bugatti T35B | Bugatti 2.3L I8 Kompressor |        |
| Count Veličkovič           |     | Dimitri Veličkovič         | RES   |              |                            |        |
| Automobiles Bugatti        | 12  | Albert Divo                |       | Bugatti T35B | Bugatti 2.3L I8 Kompressor | M      |
| Automobiles Bugatti        | 30  | Caberto Conelli            |       | Bugatti T35B | Bugatti 2.3L I8 Kompressor | M      |
| Automobiles Bugatti        | 36  | William Grover-Williams    |       | Bugatti T35B | Bugatti 2.3L I8 Kompressor | M      |
| Automobiles Bugatti        |     | Louis Dutilleux            | RES   |              |                            | M      |
| Gheorghe Ghyka Cantacuzene | 14  | Gheorghe Ghyka Cantacuzene | DNA   | F.A.R.       | Cozette 1.5L I4 Kompressor |        |
| Philippe de Rothschild     | 16  | Philippe de Rothschild     |       | Bugatti T44  | Bugatti 3.0L I8            |        |
| Philippe de Rothschild     |     | de Costier                 | RES   |              |                            |        |
| Jules Nandillon            | 18  | Jules Nandillon            | DNA   | Vernandi     | Vernandi 1.5L V8           |        |
| André Dubonnet             | 20  | André Dubonnet             | DNA a | Bugatti T37A | Bugatti 1.5L I4 Kompressor |        |
| Bollack, Netter et Cie     | 22  |                            | DNA   | B.N.C. 527   | SCAP 1.1L I4               |        |
| Édouard Brisson            | 24  | Édouard Brisson            | DNA   | Alphi        | CIME 1.1L I6               | M      |
| SA Ariès                   | 26  | Robert Laly                | DNA   | Ariès        | Ariès 1.1L I4              |        |
| SA Ariès                   | 32  |                            | DNA   | Ariès        | Ariès 1.1L I4              |        |
| SA des Automobiles Peugeot | 28  | André Boillot              |       | Peugeot 174S | Peugeot 4.0L I4            | M      |
| SA des Automobiles Peugeot | 34  | Guy Bouriat                |       | Peugeot 174S | Peugeot 4.0L I4            | M      |

### Startaufstellung
Die Startpositionen wurden in der Reihenfolge der vorab zugeteilten Startnummern vergeben.
| de Rovin      |
|               |
| Chassagne     |
|               |
| Gauthier      |
|               |
| de Besaucèle  |
|               |
| Sénéchal      |
|               |
| Divo          |
|               |
| de Rothschild |
|               |
| Boillot       |
|               |
| Conelli       |
|               |
| Bouriat       |
|               |
| Williams      |

### Rennergebnis
| Pos. | Fahrer                  | Konstrukteur | Runden | Stopps | Zeit          | Start | Schnellste Runde | Ausfallgrund    |
| ---- | ----------------------- | ------------ | ------ | ------ | ------------- | ----- | ---------------- | --------------- |
| 01   | William Grover-Williams | Bugatti      | 37     |        | 4:33:01,2 h   | 11    | 7:01,0 min       |                 |
| 02   | André Boillot           | Peugeot      | 37     |        | + 1:18,8 min  | 8     |                  |                 |
| 03   | Caberto Conelli         | Bugatti      | 37     |        | + 1:26,6 min  | 9     |                  |                 |
| 04   | Albert Divo             | Bugatti      | 37     |        | + 8:26,2 min  | 6     |                  |                 |
| 05   | Robert Sénéchal         | Bugatti      | 37     |        | + 24:26,6 min | 5     |                  |                 |
| 06   | Robert Gauthier         | Bugatti      | 37     |        | + 45:37,2 min | 3     |                  |                 |
| —    | Ferdinand de Besaucèle  | Ballot       | 33     |        | NC            | 4     |                  |                 |
| —    | Guy Bouriat             | Peugeot      | 32     |        | NC            | 10    |                  |                 |
| —    | Philippe de Rothschild  | Bugatti      | 28     |        | DNF           | 7     |                  | Mechanik        |
| —    | Raoul de Rovin          | Bugatti      | 15     |        | DNF           | 1     |                  | Motorenprobleme |
| —    | Jean Chassagne          | Ballot       | 3      |        | DNF           | 2     |                  | Mechanik        |